# Iwan Michailowitsch Jewreinow
Iwan Michailowitsch Jewreinow (russisch Иван Михайлович Евреинов; * 1694; † 23. Januarjul. / 3. Februar 1724greg. in Chlynow) war ein russischer Geodät, Kartograf und Forschungsreisender.

## Leben
Jewreinow  stammte  aus einer polnischen Familie. Er kam nach Moskau, ließ sich russisch-orthodox taufen und begann 1714 das Studium an der 1701 gegründeten Moskauer Schule für Mathematische und Nautische Wissenschaften im Sucharew-Turm. Als 1715 die Nautik-Klassen nach St. Petersburg verlegt wurden und zur neuen Marine-Akademie gehörten, studierte er dort in der Geodäsie-Klasse mit Abschluss 1718.

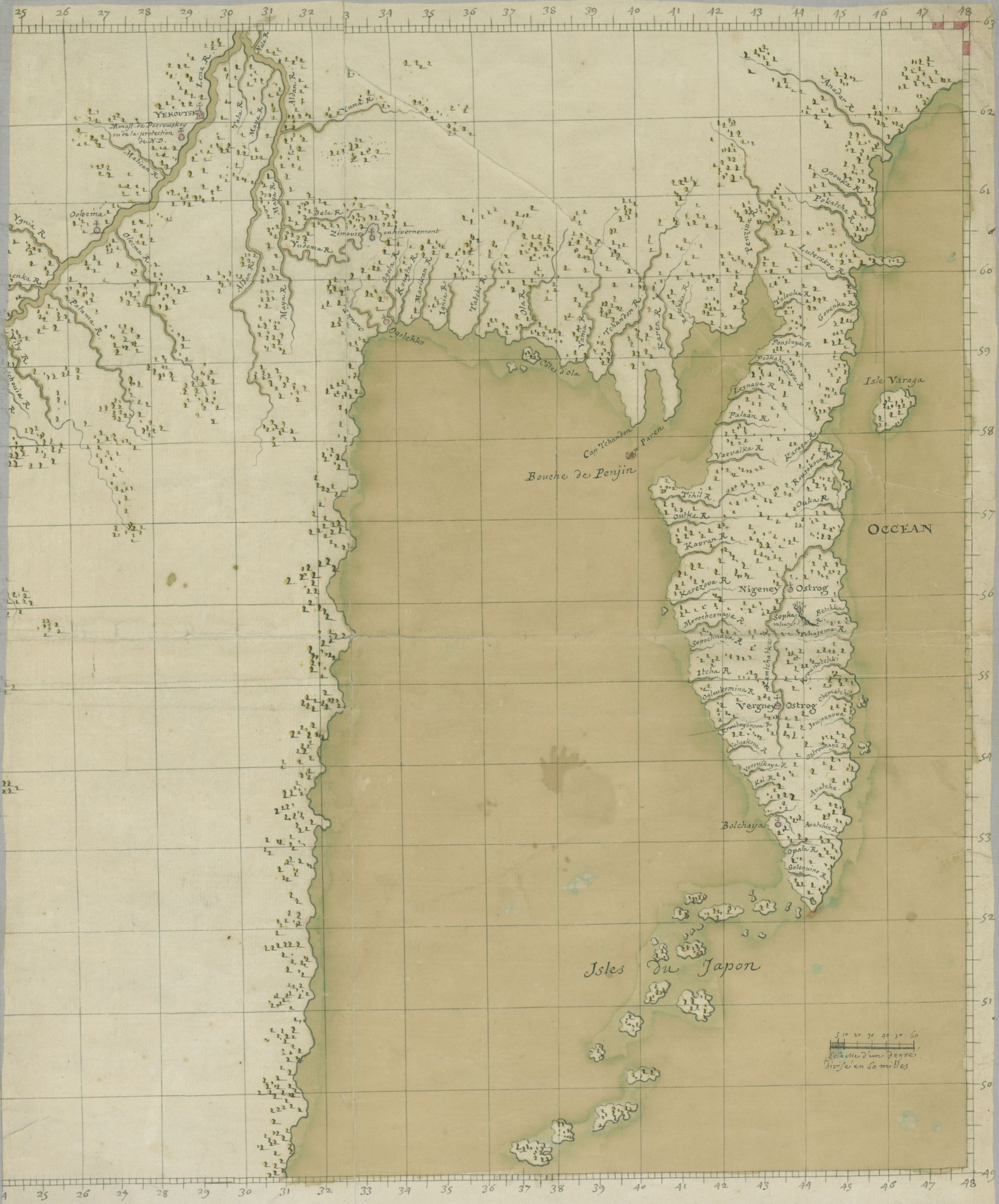
Teil der Karte Jewreinows und Luschins mit dem Ochotskischen Meer und Kamtschatka (1722)

Im Januar 1719 wurde Jewreinow zusammen mit Fjodor Luschin von Peter I. mit einer geheimen Expedition zu den Kurilen geschickt. Offiziell sollte nach einer möglichen Landverbindung zwischen Ostasien und Nordamerika gesucht werden. Tatsächlich wurde die nordostasiatische Küste und das Meer bis zu den von Japan beanspruchten Kurilen erkundet.
Jewreinow war 1720 in Ochotsk und fuhr mit der Lodja (Ruder-Segelboot) Wostok nach Kamtschatka, um dann zu Fuß an die untere Kamtschatka zu gelangen. Er führte 1721 eine Augenmaß-Vermessung der Halbinsel durch und fuhr mit der Lodja entlang der Kurillen-Kette bis Hokkaido. Auf den nördlichen Inseln wurden Kronenzobel von der örtlichen Bevölkerung eingesammelt. Als das Schiff durch einen Sturm beschädigt wurde, kehrte die Expedition um. Die Küste Kamtschatkas wurde genauer kartiert, und die Orientierung der Kurilen-Kette wurde relativ richtig bestimmt.
Von Ochotsk reiste Jewreinow zur Berichterstattung durch Sibirien nach Kasan, wo er im Mai 1722 ankam. Dort legte er Peter I. den Expeditionsbericht und eine Karte auf der Grundlage von Instrumenten-Vermessungen vor.
Jewreinow und Luschin hatten auf ihrem Weg von Tobolsk nach Ochotsk und dann nach Kamtschatka und zu den Kurilen Ortsbestimmungen mit für diese Zeit außergewöhnlicher Genauigkeit durchgeführt. Der Meridian von Tobolsk war ihr Bezugsmeridian. Bei der Meridian-Bestimmung war ihr Fehler selten größer als 1 (Zeit-)Minute. Ihre Karte war die erste russische auf Astronomische Ortsbestimmungen beruhende Karte Sibiriens bis zum Pazifik.
Ab 1723 arbeitete Jewreinow in Chlynow, wo er 1724 starb.
Jewreinows Namen tragen ein Berg und ein Kap an der Nordküste des Ochotskischen Meers und die Meerenge zwischen den Kurilen-Inseln Makanruschi und Onekotan.